# Konsument (piosenka)
Konsument – utwór zespołu Kult z albumu Kult wydanej w 1987; w wydłużonej, improwizowanej wersji znajduje się również na koncertowym albumie Tan z 1989 roku.

## Tekst
Utwór jest protest-songiem przeciwko konsumpcyjno-konformistycznej postawie społeczeństwa. Kazik atakuje konsumpcjonizm rozumiany przez uleganie mediom, które jego zdaniem dostarczają masę zbędnych informacji, a także brak własnego zdania, poprzez uleganie medialnym autorytetom i przyjmowanie gotowych form rozumowania.

## Covery
We wszystkich coverach Konsumenta wokalistą był zawsze Kazik Staszewski.
- Acid Drinkers z płyty Infernal Connection (aranżacja Thrash metalowa)
- Kazik na Żywo z płyty Porozumienie ponad podziałami
- Kult z płyty Salon Recreativo (ponowne nagranie w dłuższej aranżacji)